# Langs de Vecht en d’oude Rijnstroom
Langs de Vecht en d’oude Rijnstroom (с нидерл. — «По берегам Вехта и Старого Рейна») — региональный гимн провинции Утрехт в Нидерландах. Текст гимна был написан около 1952 года провинциальным служащим Яном Кюпперсом (Jan Küppers) на мелодию британского композитора Генри Смарта.

## Текст
| Оригинал на нидерландском языке Langs de Vecht en d'oude Rijnstroom Strekt zich wijd het Stichtse land. Willibrord ontstak Uw fakkel, Die onblusbaar verder brandt; Waar 's Lands Unie werd geboren, Utrecht, hart van Nederland! Utrecht, parel der gewesten, 'k Min Uw bos en lustwarand'. 'n Eigen stempel draagt Uw landschap: Plas, rivier of heid' en zand, Weid' en bongerd, bont verscheiden, Utrecht, hart van Nederland! Utrecht, nobel, nijver Utrecht, Middelpunt naar alle kant, Aan uw eigen stijl en schoonheid Houd ik steeds mijn zin verpand. Blijv' in goed' en kwade dagen: Utrecht, hart van Nederland! |  | Перевод на русском языке Вдоль потока старого Рейна Широкая земля Стихта простирается. Виллиброрд зажег твой факел, Который неугасимо горит дальше; Где родился союз земель, Утрехт, сердце Нидерландов! Утрехт, жемчужина регионов, Я дорожу твоим лесом и местом отдыха, Собственный знак несет твой пейзаж Лужа, река или вереск и песок, Луг и фруктовый сад, яркое разнообразие, Утрехт, сердце Нидерландов! Утрехт, благородный, трудолюбивый Утрехт, Центр каждой стороны, Твоему стилю и красоте Я держу обещание. Остаться в хорошие и плохие времена Утрехт, сердце Нидерландов! |